# عبد العزيز الراشدي
عبد العزيز الراشدي، كاتب مغربي من مواليد عام 1978. صُدر له عدة إصدارات في القصة القصيرة، والرواية. حصل على جوائز أدبية عديدة منها جائزة اتحاد كتّاب المغرب عن مجموعته القصصية «طفولة ضفدع» وجائزة الشارقة العربية في مجال الرواية عام 2005.

## السيرة الأدبية
ولد عبد العزيز الراشدي في مدينة زاكورة بالمغرب في عام 1978. درس في جامعة ابن زهر في مدينة أكادير وحصل على شهادة البكالوريوس في الدراسات العربية، ثم نال درجة الماجستير في علم النص وتحليل الخطاب من الجامعة نفسها. و يشتغل أستاذا جامعيا يدّرس في كلية اللغات و الآداب و الفنون بجامعة ابن طفيل بالقنيطرة، كما يعمل مديرًا مسؤولاً عن مجلة «الثقافة الجنوبية» منذ عام 2005. وعمل رئيسًا لنادي الهامش القصصي بجنوب المغرب الذي ينظم ملتقيات وطنية كل عام حول القصة. وهو عضو في اتحاد كتّاب المغرب. كما أسس سنة 2021 "بيت الرواية في المغرب " مع سليمان الحقيوي،و هو مدير "ملتقى أكادير للرواية". و قد بدأت مسيرته الأدبية في أواخر التسعينيات حيث نشر العديد من المقالات الأدبية والنصوص والحوارات في مجلات وجرائد مغربية مختلفة منها مجلة «ضفاف»، و«بيان اليوم»، و«الجمهور»، و«الصحيفة»، و«رؤى»، و«طنجة الأدبية». كما أنه نشر في مجلات وجرائد عربية مثل جريدة «قدس العربي»، و«أخبار الأدب» المصرية، و«الشرق الأوسط»، و«الرياض» السعودية وغيرهم.
نشر الراشدي أول عمل له في عام 2004، حيث أصدر مجموعته القصصية الأولى بعنوان «زقاق الموتى»، وبعدها بعام أصدر مجموعته الثانية «طفولة ضفدع» التي حازت على جائزة اتحاد كتّاب المغرب في عام 2005. ونشر روايته الأولى «بدو على الحافة» في عام 2006 والصادرة عن دار الثقافة والإعلام بالإمارات. وآخر عمل صُدر له كانت رواية «مطبخ الحب» الصادرة عن دار ثقافة بيروت والإمارات ودار الأمان بالرباط عام 2012. وخلال مشواره، حصل الراشدي على منح أدبية عديدة منها منحة اليونسكو للفنانين الشباب عام 2009 ومنحة للإقامة في مدينة الفنون العالمية في باريس عام 2010.
تعرض نصه القصصي بعنوان “وجع الرمال” لسرقة أدبية وحصل مقترفها على جائزة يمنية رفيعة،و رفض عبد العزيز الراشدي تحريك متابعة قانونية في هذا الباب، بالنظر الى الفراغ الذي يطبع عالم النشر والإبداع في العالم العربي، غير أنه أعرب عن أمله في الحصول على رد اعتبار معنوي. و تم سحب جائزة بعدما تم تأكيد السرقة.

## المؤلفات
- زقاق الموتى (قصص)، مجموعة البحث في القصة القصيرة بالمغرب، 2004
- طفولة ضفدع (قصص)، منشورات اتحاد كتّاب المغرب، 2005
- بدو على الحافة (رواية)، دار الثقافة والإعلام، الإمارات، 2006
- وجع الرمال (قصص)، دار وجوه للنشر، 2007
- غرباء على طاولتي (نصوص)، منشورات وزارة الثقافة المغربية، 2009
- يوميات سندباد الصحراء (رحلات)، منشروات الثقافة الجنوبية، 2010
- مطبخ الحب (رواية)، دار ثقافة بيروت والإمارات ودار الأمان بالرباط، 2012
- جراح المدن من درعة إلى شيكاغو ( رحلات) منشورات المتوسط،2023[13]

## الجوائز
- جائزة اتحاد كتّاب المغرب، عن مجموعته القصصية «طفولة ضفدع»، 2004 (المغرب اليوم)
- جائزة الشارقة العربية في مجال الرواية، 2005
- جائزة ساقية الصاوي للقصة القصيرة بمصر، 2006
- جائزة ارتياد الآفاق في الرحلة بالإمارات ولندن، 2013
- أُختير ضمن لائحة بيروت 39 لأهم الكتاب العرب الشباب في لبنان في إطار مشروع هاي فستفال.

## المنح الأدبية
- منحة لكتابة رواية من مؤسسة المورد الثقافي، 2007
- منحة للكتابة من إحدى الإقامات العالمية للكتاب في سويسرا " le château de lavigny"، 2008
- منحة اليونسكو للفنانين الشباب (UNESO Ashberg)، 2009
- منحة الصندوق العربي للثقافة والفنون، 2009
- منحة للإقامة في مدينة الفنون العالمية في باريس، 2010
- منحة للإقامة في مؤسسة فريجينيا للفنون VCCA  بالولايات المتحدة الأمريكية، 2011.
- منحة للإقامة في مؤسسة "la Vitosha" بميشيغن بالولايات المتحدة الأمريكية 2012.